# Karol Szlegel
Karol Szlegel (ur. 28 stycznia 1802 r. w Warszawie, zm. 5 lipca 1832 r. w Awinionie) – polski oficer, uczestnik  powstania listopadowego, członek Sprzysiężenia Wysockiego, działacz emigracyjny, po upadku powstania listopadowego, od 1832 roku przebywał w zakładzie dla polskich uchodźców wojennych w Awinionie.

## Życiorys

### Młodość
W wieku 14 lat wstąpił do batalionu strzelców pieszych gwardii królewskiej. Ukończył naukę w Korpusie Kadetów w Kaliszu. W roku 1822 został mianowany podporucznikiem, a w 8 XI 1830 – porucznikiem.

### Powstanie listopadowe
Był członkiem Sprzysiężenia Wysockiego, które zainicjowało wybuch powstania listopadowego. Przed powstaniem dostarczał amunicji spiskowcom z Podchorążówki. Towarzyszył Piotrowi Wysockiemu w jego słynnym wezwaniu podchorążych do broni w noc listopadową. Jeszcze na terenie Szkoły zamiarom podchorążych usiłowali przeszkodzić dwaj oficerowie przeciwni powstaniu – na rozkaz Szlegla obu zraniono bagnetem.
Józef Zaliwski przydzielił Szlegla do oddziału atakującego skoszarowane w Łazienkach pułki rosyjskie. W trakcie przemarszu podchorążych z Łazienek pod Arsenał, Szlegel przejął faktyczne dowodzenie nad grupą (Piotr Wysocki przestał panować nad dalszym rozwojem wypadków i po odparciu ataku Rosjan w rejonie Koszar Radziwiłowskich, nie odegrał już większej roli w ciągu nocy listopadowej). Zginęło wówczas trzech oficerów wiernych wielkiemu księciu Konstantemu oraz gen. Józef Nowicki, którego w zamieszaniu pomylono ze znienawidzonym generałem Lewickim.
Według niektórych relacji, Karol Szlegel i Stanisław Mazurkiewicz mieli zastrzelić gen. Maurycego Haukego. Śmierć generała była wynikiem strzelaniny, która wywiązała się, gdy towarzyszący Haukemu pułkownik Filip Meciszewski zranił podchorążego Tomasza Kicińskiego. Wydarzenie miało miejsce na Krakowskim Przedmieściu, przed pałacem Namiestnikowskim.
W czasie wojny polsko-rosyjskiej (1831) Szlegel otrzymywał awanse kolejno na kapitana, majora i podpułkownika. Brał udział w bitwie pod Grochowem, w której zdobył dwa nieprzyjacielskie działa. 10 marca otrzymał Złoty Krzyż Orderu Virtuti Militari. W obronie Warszawy we wrześniu 1831 stał na czele batalionu grenadierów; za doskonałą postawę w walce otrzymał bardzo rzadkie wówczas odznaczenie – Krzyż Kawalerski Virtuti Militari. Po upadku powstania wyemigrował do Europy zachodniej. Wyrokiem Najwyższego Sądu Kryminalnego, powołanego w roku 1832 w Warszawie dla osądzenia powstańców listopadowych, został zaocznie skazany na karę śmierci.

### Emigracja i śmierć
Józef Zaliwski wysłał Szlegla do Awinionu z zadaniem werbunku ochotników do przygotowywanej wyprawy partyzanckiej do Polski. Oprócz powierzonego zadania, Szlegel współorganizował m.in. pogrzeb zmarłego w pojedynku oficera byłego 4 Pułku Piechoty Liniowej – ppor. Jana Misiewicza. Kilka tygodni później ofiarą pojedynku padł sam Karol Szlegel. W Awinionie podpułkownik popadł w konflikt z kpt. Kacprem Dziewickim (późniejszym zaliwszczykiem). Powodem sporu były różnice zdań o charakterze politycznym. Eskalacja konfliktu doprowadziła do spoliczkowania Dziewickiego przez Szlegla, a następnie do pojedynku. W jego wyniku, w dniu 5 lipca 1832 r. Karol Szlegel poniósł śmierć (Dziewicki został ranny, a kilka miesięcy później, w trakcie wyprawy Zaliwskiego, popełnił samobójstwo). Pogrzeb z honorami kompanii garnizonu francuskiego odbył się 6 lipca. Mowę pogrzebową wygłosił m.in. francuski pułkownik Augustyn Picarde – nad grobem Szlegla skrytykował kłótliwość Polaków oraz marnowanie cennej polskiej krwi z błahych powodów. Pojedynek Szlegel – Dziewicki doprowadził do dalszych podziałów w łonie emigracji polistopadowej.
Po śmierci Szlegla, pełnomocnikiem Zaliwskiego w Awinionie został Leon Zaleski.

## W kulturze
W fabularyzowanym filmie dokumentalnym Powstanie Listopadowe 1830-1831 w postać Karola Szlegla wcielił się aktor Andrzej Żółkiewski. Scena, w której pojawia się Szlegel przedstawia spór Mochnackiego i podchorążych z Piotrem Wysockim o atak na „Bank”, tj. siedzibę ministra Druckiego Lubeckiego.
De Villain wykonał portret Karola Szlegla (na podstawie rysunku Jeana Gigoux).